# Малая Козлейка
Малая Козлейка — село в Вадинском районе Пензенской области России. Входит в состав Ягановского сельсовета.

## География
Село находится в северо-западной части Пензенской области, в пределах восточной окраины Окско-Донской низменности, в лесостепной зоне, на левом берегу реки Вад, на расстоянии примерно 9 километров (по прямой) к юго-востоку от села Вадинска, административного центра района.
Климат
Климат характеризуется как умеренно континентальный. Средняя температура воздуха самого холодного месяца (января) составляет −11,5 °C (абсолютный минимум — −44 °С); самого тёплого месяца (июля) — 19,5 °C (абсолютный максимум — 38 °С). Продолжительность безморозного периода составляет 133 дня. Годовое количество атмосферных осадков — 467 мм. Снежный покров держится в среднем 141 день.

## История
Основана как выселок помещичьих крестьян из села Большая Козлейка в конце XVIII — начале XIX века. В середине XIX века в деревне действовал помещичий винокуренный завод. Жители являлись прихожанами Козьмодемьянского храма в Большой Козлейке.
По состоянию на 1911 год в деревне, относившейся к Ягановской волости Керенского уезда, имелись: одно крестьянское общество, 56 дворов, водяная мельница и лавка. Население села того периода составляло 361 человек. По данным 1955 года в Малой Козлейке располагалась бригада колхоза «Победа».

## Население
| 1864 | 1911 | 1926 | 1930 | 1939 | 1959 | 1979 |
| ---- | ---- | ---- | ---- | ---- | ---- | ---- |
| 162  | ↗361 | ↗439 | ↗469 | ↘300 | ↘277 | ↘146 |
| 1989 | 1996 | 2002 | 2010 |      |      |      |
| ↘84  | ↘61  | ↘32  | ↘16  |      |      |      |

Половой состав
По данным Всероссийской переписи населения 2010 года в гендерной структуре населения мужчины составляли 43,8 %, женщины — соответственно 56,2 %.
Национальный состав
Согласно результатам переписи 2002 года, в национальной структуре населения русские составляли 100 % из 32 чел.

## Улицы
Уличная сеть села состоит из одной улицы (ул. Набережная).